# Compagnie du Saint-Sacrement
Parti dévot
La Compagnie du Saint-Sacrement est une société secrète catholique fondée en 1630 par Henri de Lévis, duc de Ventadour, et dissoute en 1666 par Louis XIV. Elle doit son nom à l'Eucharistie. Composée de notables, membres du clergé ou laïcs, elle est appelée « Parti des dévots ».
La création et l'œuvre de la Compagnie s'inscrivent dans le mouvement de la Contre-Réforme issue du concile de Trente au milieu du XVIe siècle en réaction à la naissance du protestantisme et dans le contexte de la naissance de la Société de l'oratoire de Jésus. Si elle est officiellement un organisme de charité dont la mission est de faire « tout le bien possible et éloigner tout le mal possible », elle est soutenue par Rome dans sa politique de répression à l'égard des dissidents, notamment en luttant contre les protestants, en encourageant la dénonciation, la condamnation et l'exécution des « personnes ayant manqué de respect à la religion ».
La création des Missions étrangères de Paris en 1658 est en grande partie liée au soutien de la Compagnie, à laquelle appartenaient ses deux fondateurs, François Pallu et Pierre Lambert de La Motte. Le rôle des Missions étrangères rappelle l'importance des questions d'évangélisation pour la Compagnie. René II de Voyer de Paulmy d'Argenson a écrit qu'il « y voyait son benjamin, le plus cher enfant de sa vieillesse, l’ouvrage le plus spirituel et le plus rempli de foi qu’il eût jamais entrepris. »

## Rôle et action

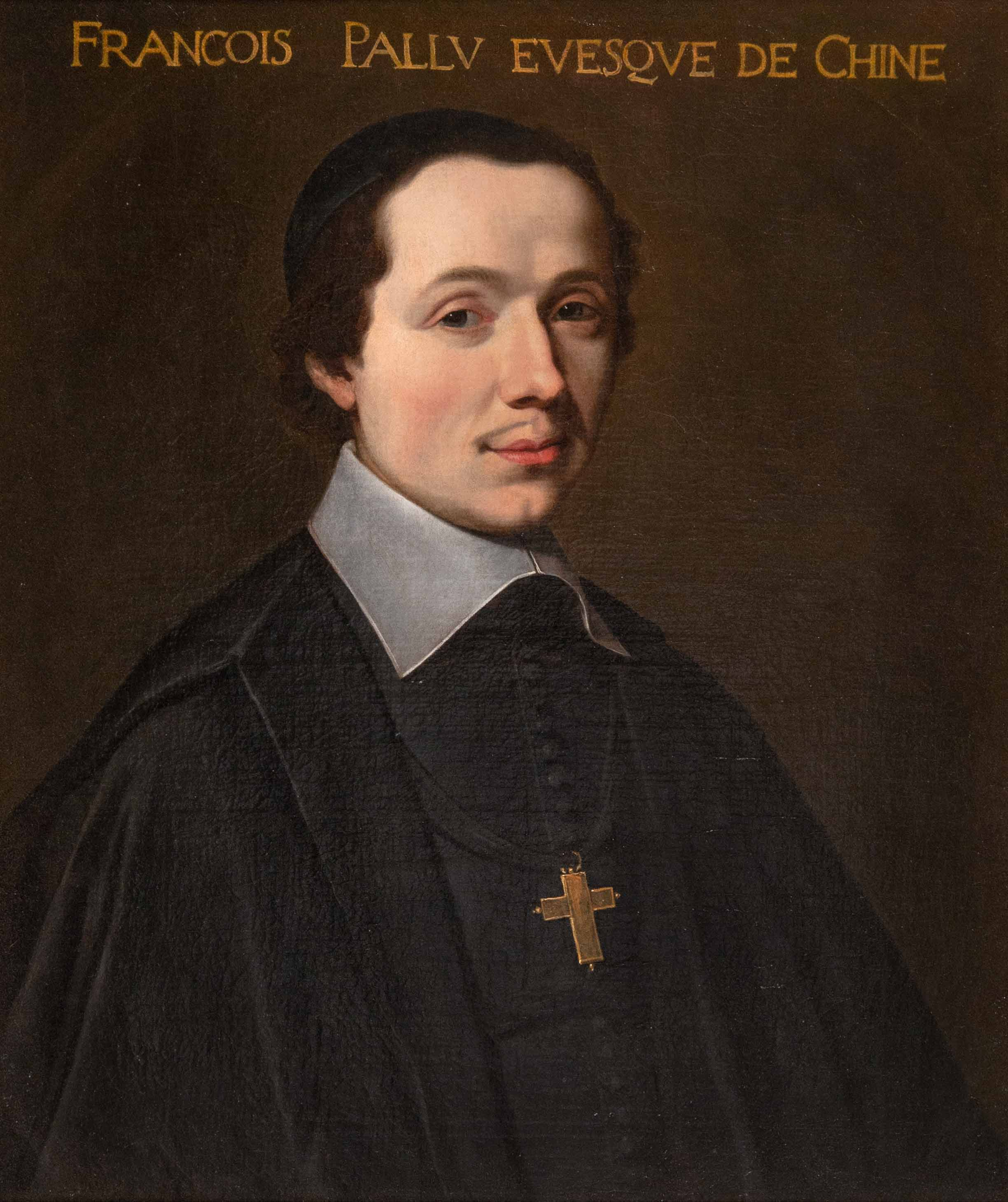
François Pallu, par Philippe de Champaigne.

René II de Voyer de Paulmy d'Argenson, une des principales sources de l'histoire de la Compagnie, indique que celle-ci « prit pour ses armes une figure de la sainte Hostie dans un soleil ».
Son but officiel est de « s'appliquer pour le besoin du prochain dans toute l'étendue de la charité ». Ses statuts précisent qu'elle « travaille non seulement aux œuvres ordinaires des pauvres, des malades, des prisonniers, des affligés, mais aux missions, aux séminaires, à la conversion des hérétiques et à la propagation de la foi dans toutes les parties du monde, à empêcher tous les scandales, toutes les impiétés ».

Gaston de Renty.

En 1656, c'est sous la pression de la Compagnie que Mazarin crée l'Hôpital général de Paris, sous direction exclusivement laïque, et dont l'action affichée comme bénéfique (les soins aux nécessiteux) a été critiquée, nombreuses preuves à l'appui, comme ayant, dans les faits, abouti à être le principal instrument de la répression des miséreux et de l'exclusion sociale des malades mentaux par le « grand enfermement ».
Bossuet exprime, au fond, en 1652, le projet de la Compagnie du Saint-Sacrement : « bâtir Jérusalem au milieu de Babylone:117 ». Outre la charité et l'activité missionnaire, elle entend réprimer les mauvaises mœurs et limiter strictement la liberté des protestants aux droits garantis par l'édit de Nantes. Si elle cultive le secret, c'est qu'elle considère celui-ci comme « l'âme de la Compagnie… Il permet notamment de libérer les œuvres des méfaits de l'amour propre:65 » tel Dieu caché en Jésus-Christ, véritable modèle à suivre. La Compagnie relance aussi la dévotion à l'Enfant-Jésus, modèle de charité silencieuse et de christocentrisme mystique, notamment sous la direction de Gaston de Renty.
Mais la Compagnie est avant tout un moyen de sanctification à travers les actions menées discrètement par chaque confrère. En outre, elle fonctionne comme une confrérie, les vivants se vouant à la prière pour le salut des défunts, et les morts agissant en intercession dans le ciel. La Compagnie pratique la « correction fraternelle » : chacun choisit un ami parmi ses confrères « pour se faire avertir de ses défauts et pour recevoir par son moyen les salutaires secours de la correction fraternelle:69. » 
Attachée à faire régner les bonnes mœurs dans la société tout entière, la compagnie réussit à faire interdire les duels et s'attaque à tout ce qui peut encourager la licence, notamment le théâtre, le port de masques et les causes grasses en temps de carnaval. Elle travaille aussi à l'implantation d'un séminaire dans chaque diocèse.

## Implantation et réseau
La première compagnie créée est celle de Paris entre 1627 et 1629, à l'initiative du duc de Ventadour, devenu prêtre par la suite. Cette compagnie parisienne draina ensuite de nombreuses filiales créées un peu partout en France, depuis 1629 jusqu'aux années 1660.
La compagnie parisienne statue et les compagnies provinciales sont appelées à respecter sa politique. L'organisation est centralisée et ramifiée.

## Recrutement
L'appartenance sociale des confrères montre que cette société est élitiste. On y trouve peu de confrères issus de la cour, mais beaucoup de gens de robe et des professions libérales, et autant de clercs que de laïcs.
La Compagnie a compté parmi ses membres de nombreuses personnalités du XVIIe siècle :
Comme pour se libérer de ce recrutement souvent mondain, la Compagnie du Saint-Sacrement efface en son sein les préséances liées au rang social. Si le prince de Conti arrive en retard lors d'une séance, il n'a qu'à s'asseoir là où il trouve de la place. La Compagnie se donne ainsi l'impression de renouer avec l'Église primitive. Les valets qui accompagnent les confrères le jeudi disposent d'une pièce spécifique pour catéchiser:94 et 100.

## LeTartuffede Molière

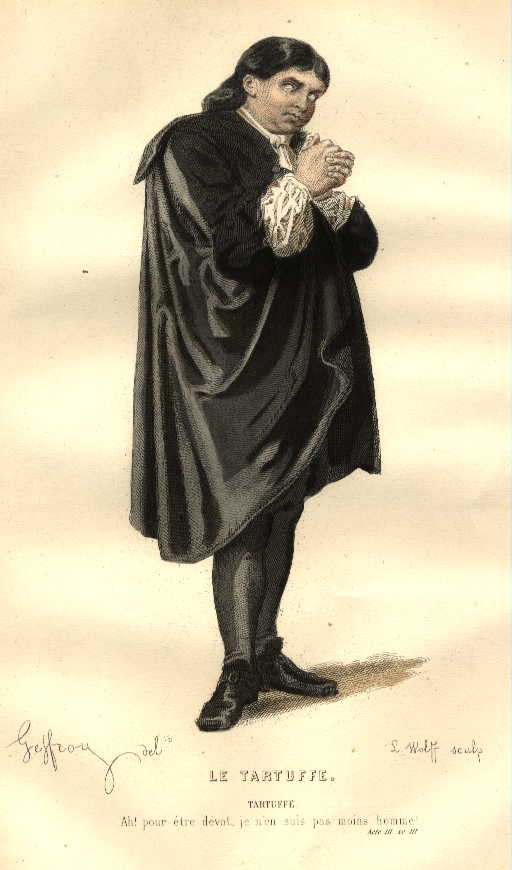
Costume de théâtre pour le personnage de Tartuffe, XIXe siècle.

La Compagnie du Saint-Sacrement est connue pour le conflit qui l'oppose à Molière lors de la création de Tartuffe ou l'Imposteur. Molière y dénonce les « faux dévots » et l'hypocrisie religieuse à travers le personnage de Tartuffe, qui tire profit de la faiblesse des esprits, sous couvert de la fausse vertu, et prend la direction des consciences. S'abritant derrière cette figure du « faux dévot », Molière vise en réalité le Parti dévot lui-même, qui ne s'y trompe pas. Lors de sa réunion du 17 avril 1664, la compagnie de Paris décide d'empêcher par tous les moyens la représentation de la pièce. L'archevêque de Paris, Péréfixe de Beaumont, obtient de Louis XIV qu'il fasse interdire les représentations publiques à partir de 1664, mais Molière peut faire rejouer Tartuffe sans difficulté à partir de 1669, à la suite de la dissolution officielle de la Compagnie, et avec le soutien du roi.
La pièce vise les accents particulièrement puritains de la morale défendue par le Parti dévot :

« Couvrez ce sein que je ne saurois voir :

Par de pareils objets les âmes sont blessées,

Et cela fait venir de coupables pensées. »

La Compagnie ne cesse de lutter contre les blasphémateurs, les duellistes, les libertins, les marchands de viande ne respectant pas le carême, les tenanciers de cabaret... Elle condamne également l'usage du tabac, les chansons des colporteurs, les toilettes trop décolletées. Ainsi, à Marseille en 1647 : « Fust résolu de travailler à supprimer ceste grande immodestie des nudités des femmes ». Cela est confirmé par les Papiers des dévots de Lyon. Ainsi « L'état des œuvres entreprises par la Compagnie vers 1694 » précise : 

« 10° Les bains publics sont scandaleux par le mélange des sexes ; on voit, en esté, des garçons de 15, de 20 et même des hommes faits paroistre tout nus sur les quais, sur les bateaux et près des plattes, à la vue de tout le monde, ce qui est spectacle infâme parmy des chrétiens et très dangereux à la pureté des jeunes personnes qui en prennent de mauvaises impressions. Il n'y a que l'autorité du Roy qui puissent y porter remède. »

## Dissolution de la Compagnie

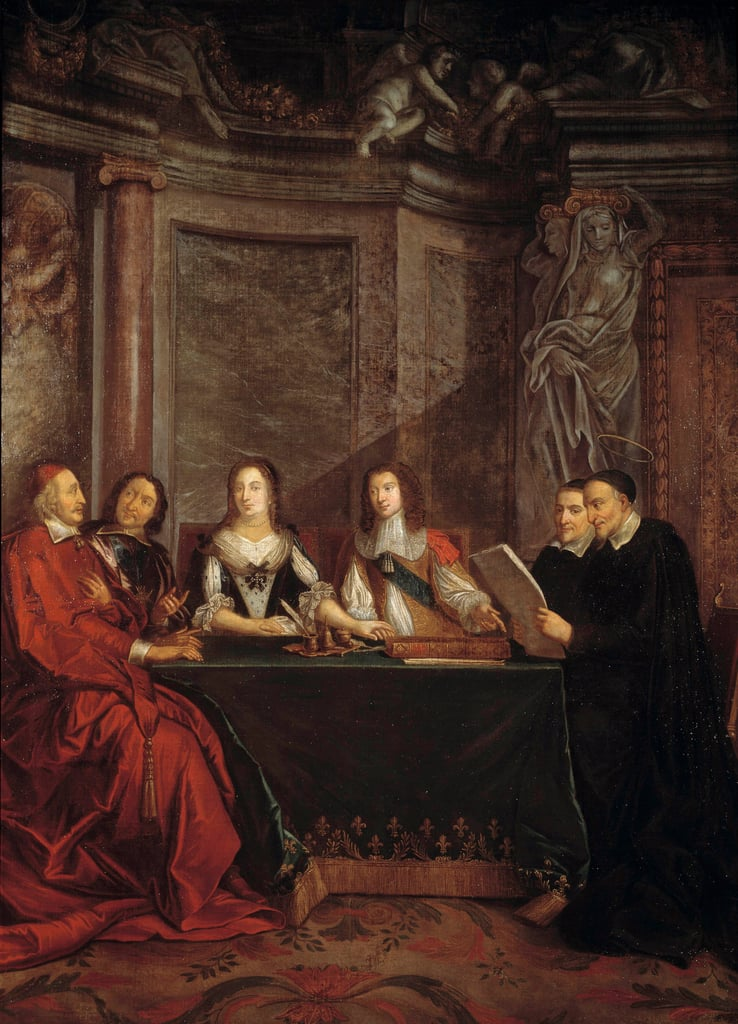
Le Conseil de Conscience, toile de Jean-François de Troy représentant Vincent de Paul lisant devant Mazarin, Pierre Séguier, la reine Anne d'Autriche et Louis XIV.

Richelieu, Louis XIII, et le pape Urbain VIII soutiennent la création de la Compagnie dans un premier temps, car elle s'inscrit dans la volonté de réforme religieuse exprimée par le concile de Trente. Elle satisfait également le pouvoir royal puisque le roi est pour partie garant de la morale publique. Le Parti cependant ne tarde pas à être l'objet de suspicions de la part des autorités ecclésiastiques et politiques. Mazarin soupçonne la « cabale des dévots » de constituer un groupe de pression, car elle rassemble nombre d'anciens frondeurs. Déjà en conflit avec Vincent de Paul aux réunions du conseil de Conscience, Mazarin redoute que se reforme l'influence de la Ligue et accuse le « Parti des dévots » d'être favorable au roi d'Espagne Philippe IV, contre lequel la France est en guerre. Colbert partage vite cette crainte de voir se développer un « État dans l'État ».

De même, la Compagnie inquiète la hiérarchie catholique, en particulier l'archevêque Péréfixe de Beaumont, parce qu'elle prend des initiatives en matière de foi et d'orthopraxie qui outrepassent la volonté de Rome, et d'une manière générale parce qu'elle intervient dans des domaines que l'Église entend conserver sous sa juridiction : 

« Il n'appartient en France qu'aux seuls évêques de juger des matières de la Foy […] d'où il s'ensuit que, s'il y a des personnes dans les Diocèses qui fassent quelque contravention à la teneur des secrets du Saint Siège […] il n'appartient pas à des particuliers, à des laïques, & encore moins à des femmes ou à des filles de les déclarer Hérétiques, ny de les traiter tout de même que s'ils avaient été convaincus d'hérésie; il ne leur appartient pas de publier qu'il les faut fuir comme des excommuniez, qu'il ne faut avoir aucune union ny société avec eux, qu'il ne faut point entendre leur Messe s'ils sont prêtres, que leurs absolutions sont nulles, qu'il n'est pas loisible de recevoir les sacrements de leur main. »

En 1660, Mazarin tente de dissoudre la Compagnie en interdisant toutes les sociétés secrètes, mais celle-ci résiste. René II de Voyer d'Argenson : « Du 26e de septembre [1664], jour de dimanche. J'appris que le Cardinal Mazarin avoit dit à la princesse de Conti, sa nièce, qu'il avoit fait un grand coup d'État, d'avoir rompu les assemblées de la Compagnie du Saint Sacrement ; que la Ligue avoit eu de moindres commencements et qu'il ne seroit pas digne de son ministère, s'il n'avoit détruit toutes ces cabales de dévots. » La Compagnie est finalement dissoute par Louis XIV en 1666 après la mort d'Anne d'Autriche, qui, selon certains historiens, avait soutenu la Compagnie, étant dévote elle-même.

## Controverses historiographiques
L'historiographie traditionnelle de la Compagnie n'a retenu que des éléments caricaturaux. L'action de la Compagnie, accusée de faire le jeu de l'Inquisition, de faire couler le sang ou de soutenir un ordre moral austère, est controversée. Sa pratique du secret a poussé le pouvoir royal à la mettre en cause. Les détracteurs de la Compagnie affirment que celle-ci a soutenu un ordre politique subversif car inféodé à l'Espagne ultra catholique et à Rome.
L'historien Michel Vergé-Franceschi a notamment argumenté en défaveur de la Compagnie, en la personne de Nicolas Fouquet, soupçonné d'en être le véritable chef, ce qui légitimerait son arrestation par Louis XIV en septembre 1661,.
Il n'est cependant pas prouvé que Fouquet ait appartenu à la Compagnie. Alain Tallon souligne quant à lui que le but de la Compagnie était avant tout d'agir sur la société, et non pas sur la politique de l'État, que la Compagnie respectait. Pour lui, la pratique du secret par les confrères n'était qu'un moyen d'agir discrètement dans un but de sanctification et garantissait une certaine humilité dans l'action tout en évitant l'utilisation à des fins personnelles des actions entreprises par la Compagnie.
Jean-Pierre Gutton rappelle que les compagnies, toutes unies à la compagnie mère de Paris, étaient traversées par des courants contradictoires allant du jansénisme à des approches authentiquement mystiques. Certains frères défendaient l'image traditionnelle du pauvre dont on prend soin alors que d'autres, plus modernes, voulaient l'éduquer et le corriger,. Michel Foucault écrit : « La volonté d’éduquer le pauvre pour en faire un sujet moral n’est possible que dans la mesure où il a cessé d’être sur terre l’invisible présence de Dieu et que la misère a perdu son sens mystique ».
La Compagnie est interdite au moment où la modernité invente la surveillance du pauvre par l’État. Certains membres des compagnies créent l'Hôpital général, mais cette initiative entraîne la fin de la Compagnie. Les nouvelles politiques royales retirent le soin de l'autre aux sociétés locales, le pauvre appartient désormais aux institutions publiques et la solidarité locale s'efface devant les prérogatives de l’État que promeut le Roi Soleil. La création de la compagnie du Saint-Sacrement témoigne de la solidarité de proximité encore vivante au milieu du Grand Siècle, sa fin inaugure le centralisme à la française,,,.